# Andy Marefos
Andrew Gust „Andy“ Marefos (* 16. Juli 1917 in San Francisco, Kalifornien, USA; † 18. Februar 1996 in Marysville, Kalifornien), Spitznamen „Anvil Andy“ oder „Handy Andy“ war ein US-amerikanischer American-Football-Spieler. Er spielte als Runningback unter anderem in der National Football League (NFL) bei den New York Giants.

## Laufbahn
Andy Marefos spielte bereits auf der High School American Football und gewann im Jahr 1936 mit seiner Schulmannschaft die lokale Schulmeisterschaft. Nach seinem Schulabschluss schloss er sich dem
Saint Mary’s College of California an, wo er seine Footballlaufbahn fortsetzte. Im Jahr 1938 gewann er mit seiner Mannschaft die Cotton Bowl Classic gegen das Team der Texas Tech University mit 20:13. Im Jahr 1941 wurde Marefos durch die von Steve Owen betreuten New York Giants in der zwölften Runde an 107 Stelle der NFL Draft verpflichtet. Die Giants konnten in seiner Rookie-Saison acht von elf Spielen gewinnen und zogen damit in das NFL Championship Game gegen die Chicago Bears ein. Die Mannschaft aus Chicago konnte das Spiel mit 37:9 gewinnen. Marefos wurde lediglich einmal als Ballträger eingesetzt und verlor dabei fünf Yards Raumgewinn. Nach der folgenden Saison leistete Marefos Militärdienst in der United States Army Air Forces. Er war in Kalifornien stationiert, was ihm ermöglichte dort bei diversen lokalen und regionalen Profimannschaften zu spielen. Da ihm die Militärstatuten dies untersagten, war er gezwungen unter Benutzung von Phantasienamen aufzulaufen.
Nach seinem Militärdienst schloss sich Andrew Marefos den Los Angeles Dons an, die in der neugegründeten All-America Football Conference (AAFC) spielten. Nach einem Spieljahr in Los Angeles beendete er seine Laufbahn und kehrte nach San Francisco zurück, wo er fortan zusammen mit seinem Bruder Ted seinen eigenen Nachtclub leitete.